# OneWorldTV
OneWorldTV es un sitio web tipo servidor de video de distribución no lucrativa que ocupa el portal de Internet Tv.Oneworld.net. OneWorldTV fue establecido en 2001 para ofrecer una mejor comprensión al mundo sobre el uso de las películas, documentales y videos. OneWorldTV fue uno de los primeros servidores de video en Internet, iniciando el concepto de periodismo libre ofreciendo al usuario la capacidad de cargar sus propias películas y videoclips directamente al sitio.
En junio de 2008 OneWorldTV fue relanzado. Con el nuevo sitio todavía hay la capacidad de cargar los vídeos, pero ahora el usuario tiene la capacidad “de recomendar” o de encajar los vídeos en otro sitio.

"El potencial para dar la exposición internacional a los documentales de los “pueblos”, sin mencionar el concepto de refutación video, es las innovaciones que solamente el Web puede proporcionar. Agregue la capacidad de comparar no sólo opiniones de diferenciación alrededor, pero también perspectivas múltiples de, una edición dada - a partir del primera y Tercer mundo, de activistas del nivel de la calle y de civiles, a los profesores, a los estudiantes de la película y a los periodistas independientes - y OneWorld pudo elevar realmente la realidad TV fuera de la tierra del oxymoron. El concepto es ciertamente una empresa más de mérito que otra más estación del sobreviviente".

El sitio web tiene una membresía que le incluye a los activistas video, NGO's, documentales de periodistas y cineastas y participación en los proyectos de video alrededor del mundo.